# Caridina subventralis
Caridina subventralis е вид десетоного от семейство Atyidae. Видът е критично застрашен от изчезване.

## Разпространение
Разпространен е в Уганда.